# Грандфазер (Північна Кароліна)
Грандфазер (англ. Grandfather) — селище (англ. village) в США, в окрузі Ейвері штату Північна Кароліна. Населення — 95 осіб (2020).

## Географія
Грандфазер розташований за координатами 36°5′35″ пн. ш. 81°51′14″ зх. д. / 36.09306° пн. ш. 81.85389° зх. д. (36.093030, -81.853802).  За даними Бюро перепису населення США в 2010 році селище мало площу 3,95 км², з яких 3,84 км² — суходіл та 0,11 км² — водойми.

## Демографія
Згідно з переписом 2010 року, у селищі мешкало 25 осіб у 15 домогосподарствах у складі 9 родин. Густота населення становила 6 осіб/км².  Було 409 помешкань (104/км²).
Расовий склад населення:
| - 100,0 % — білих |

До двох чи більше рас належало 0,0 %. Частка іспаномовних становила 0,0 % від усіх жителів.
За віковим діапазоном населення розподілялося таким чином: 0,0 % — особи молодші 18 років, 40,0 % — особи у віці 18—64 років, 60,0 % — особи у віці 65 років та старші. Медіана віку мешканця становила 71,5 року. На 100 осіб жіночої статі у селищі припадало 78,6 чоловіків;  на 100 жінок у віці від 18 років та старших — 78,6 чоловіків також старших 18 років.
Середній дохід на одне домашнє господарство  становив 176 938 доларів США (медіана — 75 000), а середній дохід на одну сім'ю — 202 914 долари (медіана — 85 000). За межею бідності перебувало 8,2 % осіб, у тому числі 0,0 % дітей у віці до 18 років та 0,0 % осіб у віці 65 років та старших.
Цивільне працевлаштоване населення становило 15 осіб. Основні галузі зайнятості: фінанси, страхування та нерухомість — 40,0 %, оптова торгівля — 20,0 %, роздрібна торгівля — 6,7 %, виробництво — 6,7 %.